# 36 Ophiuchi
36 Ophiuchi è un sistema triplo che si trova a circa 19,5 anni luce dal sistema solare, nella costellazione dell'Ofiuco. Il sistema è composto da tre stelle, con la componente C in orbita attorno al sistema binario AB.

## Osservazione
Situata nella parte meridionale della costellazione dell'Ofiuco, 36 Ophiuchi è una stella dell'emisfero celeste australe. La sua declinazione è -26°, di conseguenza è visibile in tutto l'emisfero australe mentre gli osservatori posti nell'emisfero boreale risultano svantaggiati anche se la stella resta invisibile solo più a nord della latitudine 63°N, a ridosso del circolo polare artico, dunque nel nord della Scandinavia, della Russia e del Canada.
La sua magnitudine pari a 4,33 fa sì che possa essere scorta solo con un cielo sufficientemente libero dagli effetti dell'inquinamento luminoso.
Il periodo migliore per la sua osservazione nel cielo serale ricade nei mesi compresi fra maggio e settembre; da entrambi gli emisferi il periodo di visibilità rimane indicativamente lo stesso, grazie alla posizione della stella non lontana dall'equatore celeste.

## 36 Ophiuchi AB
36 Ophiuchi A è una stella giallo-arancione di classe spettrale KO-V, con circa l'85% della massa del Sole, l'81% del suo diametro e il 30% della sua luminosità. L'abbondanza di elementi più pesanti dell'elio (metallicità) è compresa tra il 40 e il 90% rispetto al Sole.
La stella principale è separata dalla sua compagna gemella da una distanza compresa tra 7 e 169 UA, lungo un'orbita molto eccentrica (e=0,9) con un periodo di 570 anni. 
36 Ophiuchi B è quasi identica alla sua compagna per massa e diametro, ma lievemente meno luminosa (il 28%) del Sole. Sembra che la sua metallicità sia invece maggiore (1 o 2 volte il Sole). La sua classe spettrale è K1-V.
Le due stelle, basandosi sul periodo di rotazione e sull'attività cromosferica, risultano essere piuttosto giovani, con un'età compresa tra 590 e 1800 milioni di anni. La componente A è catalogata anche come stella di pre-sequenza principale.
Alla distanza di circa 0,53 UA da una delle due stelle, un eventuale pianeta potrebbe presentare condizioni climatiche favorevoli allo sviluppo della vita, sempre che l'orbita incredibilmente eccentrica delle due stelle non ne impedisca l'esistenza.
Se anche un simile pianeta dovesse esistere, nel suo cielo si potrebbe vedere uno spettacolo insolito: ogni mezzo millennio circa, per la durata di qualche decennio, un secondo sole si affianca al principale, illuminandone quasi a giorno la superficie, per poi tornare per altri cinque secoli ad essere una stella come tutte le altre, anche se particolarmente brillante.

### 36 Ophiuchi ABb?
Le variazioni della velocità radiale del sistema binario suggeriscono che le due stelle potrebbero possedere un compagno di tipo planetario, con circa otto volte la massa di Giove e un periodo orbitale superiore a trenta anni. Tuttavia a questa distanza qualsiasi orbita sarebbe resa instabile dall'eccentrica orbita percorsa dalle due stelle. Le oscillazioni potrebbero essere dovute ad un'intensa attività cromosferica.

## 36 Ophiuchi C
Più piccola delle due stelle centrali, questa nana rosso-arancione di classe spettrale K6-V ha soltanto il 71% della massa, il 72% del diametro e meno del 9% della luminosità del Sole, ed orbita attorno al sistema binario centrale ad una distanza di ben 4900 UA. A 0,3 UA di distanza, un eventuale pianeta avrebbe le caratteristiche adatte allo sviluppo di forme di vita.